# 牛津 (愛達荷州)
牛津（英語：Oxford）是一個位於美國愛達荷州富蘭克林縣的城市。

## 地理
牛津的座標為42°15′35″N 112°01′13″W / 42.25972°N 112.02028°W，而該地的平均海拔高度為1464米（即4803英尺）。

## 人口
根據2010年美國人口普查的數據，牛津的面積為0.68平方千米，當中陸地面積為0.68平方千米，而水域面積為0.00平方千米。當地共有人口48人，而人口密度為每平方千米70.59人。